# 張彥方
張彥方（？—1402年），江西等處行中書省吉安路龍泉縣（今江西省遂川縣）人，明朝政治人物。
張彥方起初担任给事中，后改为樂平知縣。应诏起兵勤王，率领部队抵达湖口。后被逮捕，被梆至樂平斩杀。朱棣命其梟其首，挂于譙樓。邑人偷其，并葬于清白堂後。